# The Get Down
The Get Down é uma série de televisão de drama musical americana. A história, criada por Baz Luhrmann e Stephen Adly Guirgis, se passa no South Bronx, localizado na cidade de Nova Iorque. Distribuída pela Netflix, a primeira parte da temporada lançada em 12 de agosto de 2016 e a sua segunda parte no dia 7 de abril de 2017 .

## Elenco
- Justice Smith - Ezekiel "Zeke" Figuero
- Shameik Moore - Shaolin Fantastic
- Herizen F. Guardiola - Mylene Cruz
- Skylan Brooks - Ra-Ra Kipling
- Jaden Smith - Marcus "Dizzee" Kipling
- T. J. Brown Jr. - Boo-Boo Kipling
- Yahya Abdul-Mateen II - Clarence "Cadillac" Caldwell
- Jimmy Smits - Francisco "Papa Fuerte" Cruz
- Giancarlo Esposito -  Ramon Cruz
- Mamoudou Athie - Grandmaster Flash
- Eric D. Hill Jr. - Kool Herc
- Yolonda Ross - Mrs. Green
- Kevin Corrigan - Jackie Moreno
- RayJonaldy Rodriguez - Silent Carlito
- Zurhi Khalil Middleton - MC Luke
- Qaasim Middleton - DJ Big Planet
- Zabryna Guevara - Lydia Cruz
- Lillias White - Fat Annie